# Hans Schwarzenbach
Hans Robert Schwarzenbach-Veillon (né le 24 mai 1913 à Horgen, mort le 18 septembre 1993 à Zurich) est un cavalier suisse de concours complet et homme d'affaires.

## Biographie
Hans Schwarzenbach est le fils d'Alfred Schwarzenbach, industriel zurichois de la soie, et de son épouse Renée Wille ; il est le frère cadet de l'écrivain Annemarie Schwarzenbach. Il étudie le droit à Munich, Londres et Zurich. Il épouse Adrienne Veillon en 1938. Il est major de l'armée suisse.
Il remporte en 1952 avec Vae Victis le concours complet de Badminton, le championnat d'Europe en individuel en 1959 et avec Burn Out la médaille d'argent par équipe aux Jeux olympiques d'été de 1960.
Schwarzenbach est un propriétaire de la société Robert Schwarzenbach & Co AG à Thalwil. Il est membre du conseil d'administration du Crédit suisse. De 1968 à 1970, il est vice-président du conseil d'administration de J.R. Geigy AG puis après la fusion, de 1970 à 1982 de Ciba-Geigy. En 1964, il est président de l'Union suisse du commerce et de l'industrie.